# Wybory parlamentarne w Polsce w 1930 roku
Wybory parlamentarne w Polsce w 1930 roku – wybory do Sejmu RP III kadencji z 16 listopada oraz Senatu RP III kadencji z 23 listopada 1930. Ich popularna, ironiczna nazwa używana przez przeciwników sanacji to wybory brzeskie.

## Geneza
Były to wybory przedterminowe, spowodowane rozwiązaniem parlamentu II kadencji przez Prezydenta Rzeczypospolitej Ignacego Mościckiego. Decyzja o przyspieszonych wyborach została podjęta na wniosek Józefa Piłsudskiego przy aprobacie kierownictwa jego środowiska politycznego, tj. Bezpartyjnego Bloku Współpracy z Rządem. Ówczesne koła rządowe obawiały się niemożności zmiany konstytucji w pożądanym przez nie kierunku (czyli ograniczenia władzy ustawodawczej na rzecz znacznego wzmocnienia władzy wykonawczej), a być może nawet perspektywy utraty władzy w obliczu konsolidowania się opozycji w Sejmie RP II kadencji.
Poprzednie wybory parlamentarne w 1928 dały co prawda zwycięstwo BBWR, lecz polegało ono na jedynie względnej większości parlamentarnej – 125 mandatów poselskich (wraz z trzema małymi satelitami 135 posłów) – podczas gdy większość bezwzględna wynosiła 223 posłów. Jednocześnie siedem polskich partii opozycyjnych (Związek Ludowo-Narodowy, Polskie Stronnictwo Chrześcijańskiej Demokracji, Narodowa Partia Robotnicza, PSL „Piast”, PSL „Wyzwolenie”, Stronnictwo Chłopskie, Polska Partia Socjalistyczna) zdobyło w 1928 aż 213 mandatów w Sejmie (nie licząc ugrupowań mniejszości narodowych i komunistów oraz posłów z list lokalnych – razem kolejnych 96 posłów) i brakowało im łącznie do większości parlamentarnej tylko 10 mandatów poselskich. Opozycja ta nie była jednak w stanie się zjednoczyć z racji ogromnych ideowych i programowych podziałów wewnętrznych – od partii narodowej, poprzez chadeckie i ludowe, do socjalistycznej.
W konsekwencji podzielona opozycja przystąpiła do przedterminowych wyborów w 1930 na trzech oddzielnych listach:
- Lista Narodowa (były ZLN przekształcony jeszcze w 1928 w Stronnictwo Narodowe),
- Katolicki Blok Ludowy (PSChD),
- Związek Obrony Prawa i Wolności Ludu Stronnictw Centrolewu (będący koalicją wyborczą pięciu pozostałych partii opozycyjnych).

## Przebieg kampanii wyborczej

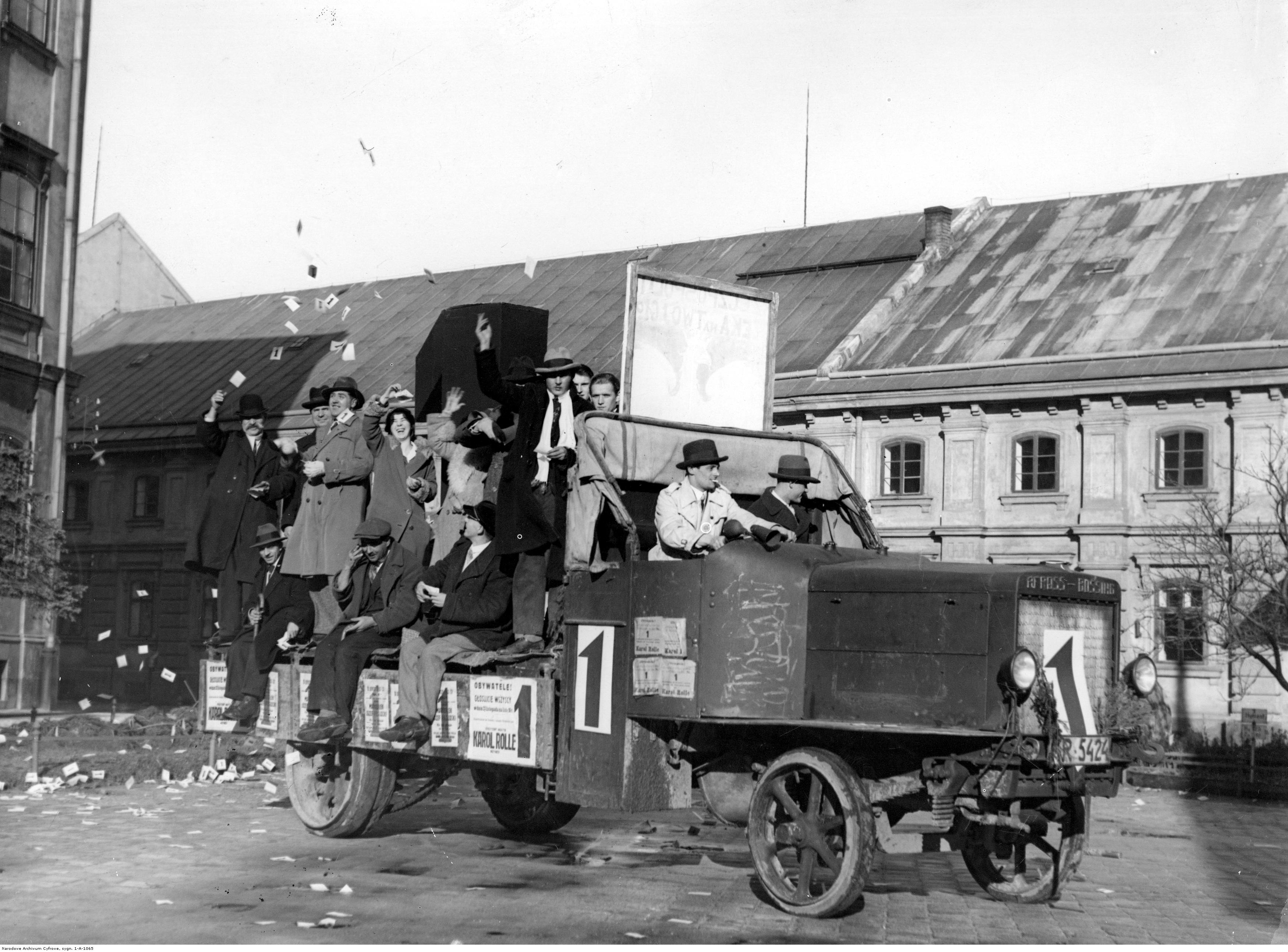
Wybory do Senatu w 1930 roku w Krakowie

W trakcie kampanii wyborczej ze strony rządowej doszło do wielu nadużyć formalnych i zakłócania akcji ugrupowań opozycyjnych. Głównym ich przykładem był brak rejestracji przez komisje wyborcze niektórych list okręgowych. Odrzucono odpowiednio:
- Listę Narodową w 4 okręgach,
- listę Katolickiego Bloku Ludowego w 7 okręgach,
- koalicyjną listę Centrolewu w 10 okręgach.

Jednocześnie lista BBWR została zarejestrowana we wszystkich 64 okręgach wyborczych.
Na dwa miesiące przed wyborami rząd, pod zarzutem wywoływania zamieszek, aresztował 12 przywódców opozycyjnego Centrolewu (PPS, Stronnictwo Chłopskie, PSL „Piast”, PSL „Wyzwolenie”, Narodowa Partia Robotnicza), 3 posłów centroprawicy z Chrześcijańskiej Demokracji (Wojciech Korfanty) i Narodowej Demokracji (Aleksander Dębski, Jan Kwiatkowski) oraz 5 ukraińskich posłów UNDO i osadził ich w twierdzy w Brześciu. Aresztowań dokonano bez nakazu sądowego, a jedynie na polecenie ministra spraw wewnętrznych gen. Felicjana Sławoja Składkowskiego.
Uwięzionych przywódców zwolniono za kaucją po zakończeniu wyborów do parlamentu w listopadzie 1930. Po procesie, który odbywał się w Warszawie (nazwanym w konsekwencji jego genezy procesem brzeskim), w którym sądzono jedenastu podsądnych, zapadło dziesięć wyroków skazujących, utrzymanych w drugiej instancji. Zasądzone wyroki uznali: Norbert Barlicki, Adam Ciołkosz, Stanisław Dubois, Mieczysław Mastek i Józef Putek. Pięciu skazanych odmówiło podporządkowania się wykonaniu kary, udając się na emigrację. Ścigano ich listem gończym. Adam Pragier powrócił do kraju w 1935 i odbył kilkumiesięczny okres z zasądzonego wyroku. Kazimierz Bagiński, Władysław Kiernik i Wincenty Witos powrócili do kraju na wiosnę 1939 (po aneksji Czech przez III Rzeszę). Herman Lieberman pozostał na emigracji we Francji. Wszystkich skazanych objęła ostatecznie amnestia Prezydenta Rzeczypospolitej Władysława Raczkiewicza ogłoszona 31 października 1939.

## Wyniki wyborów
W wyborach do Sejmu BBWR zdobył 46,7% głosów (249 posłów i 77 senatorów), Centrolew 17,3% (79 posłów i 13 senatorów), Stronnictwo Narodowe 12,7% (63 posłów i 12 senatorów), Polskie Stronnictwo Chrześcijańskiej Demokracji 3,8% (14 posłów i 2 senatorów), pozostali 19,5% (w tym mniejszości narodowe 33 posłów i 7 senatorów oraz inni 6 posłów). Frekwencja w wyborach wynosiła 75% do Sejmu i 63% do Senatu.
| Partia/Koalicja                                 | Partia/Koalicja                                 | Sejm    | Sejm   | Senat   | Senat |
| Partia/Koalicja                                 | Partia/Koalicja                                 | Mandaty | %      | Mandaty | %     |
| ----------------------------------------------- | ----------------------------------------------- | ------- | ------ | ------- | ----- |
| Bezpartyjny Blok Współpracy z Rządem            | Bezpartyjny Blok Współpracy z Rządem            | 249     | 46,7%  | 77      | –     |
| Centrolew (koalicja 5 partii poniżej)           | Centrolew (koalicja 5 partii poniżej)           | 79      | 17,3%  | 13      | –     |
|                                                 | Polska Partia Socjalistyczna                    | 23      |        |         | –     |
| Stronnictwo Chłopskie                           | 18                                              |         |        |         | –     |
| Polskie Stronnictwo Ludowe „Piast”              | 15                                              |         |        |         | –     |
| Polskie Stronnictwo Ludowe „Wyzwolenie”         | 15                                              |         |        |         | –     |
| Narodowa Partia Robotnicza                      | 8                                               |         |        |         | –     |
| Stronnictwo Narodowe                            | Stronnictwo Narodowe                            | 63      | 12,7%  | 12      | –     |
| Polskie Stronnictwo Chrześcijańskiej Demokracji | Polskie Stronnictwo Chrześcijańskiej Demokracji | 14      | 3,8%   | 2       | –     |
| mniejszości narodowe                            | mniejszości narodowe                            | 33      | –      | 7       | –     |
| inni                                            | inni                                            | 6       | –      | 0       | –     |
| wszyscy łącznie                                 | wszyscy łącznie                                 | 444     | 100,0% | 111     | –     |

W opracowaniach przedstawiających wyniki tych wyborów parlamentarnych można spotkać informację, że Centrolew wprowadził do Sejmu nie 79 a 82 posłów. Różnica wynika z faktu, że do klubów poselskich dwóch partii politycznych startujących z list tej koalicji wyborczej wstąpili posłowie wybrani z innych list wyborczych:
- do klubu NPR wstąpiło 2 nowych posłów – łącznie klub liczył 10 posłów,
- do klubu PPS wstąpił 1 nowy poseł – łącznie klub liczył 24 posłów.